# Siniša Saničanin
Siniša Saničanin est un footballeur bosnien né le 24 avril 1995 à Prijedor. Il joue au poste de défenseur central au Partizan Belgrade.

## Carrière

### En club
Formé au Rudar Prijedor, il fait ses débuts le 14 septembre 2013 contre l'Olimpik Sarajevo. Le 8 novembre 2014, il marque son premier but contre Proleter Teslić.
En 2015, il s'engage avec Borac Banja Luka. 
En janvier 2016, il signe avec le Mladost Lučani. 
Le 31 août 2017, il signe avec le FK Vojvodina.

### En sélection
Le 4 septembre 2020, il fait ses débuts avec la Bosnie contre l'Italie en Ligue des nations.

## Palmarès
FK Vojvodina
- Coupe de Serbie (1) :
  - Vainqueur : 2019-20.